# 薩摩料理
薩摩料理（さつまりょうり）は、鹿児島県の一部にあたる、旧薩摩国と旧大隅国の郷土料理。九州の南端に位置し、日本の他の地方から地理的に隔絶していたこと、また奄美料理や沖縄料理の影響から、黒砂糖やかごしま黒豚などの豚肉を用いる独特の食文化が展開した。ヘチマ・苦瓜料理、落花生豆腐など、日本国内では鹿児島県はもとより奄美・沖縄でしかみられない料理も多い。

## 概要
きわめて温暖な気候風土と、台風の被害が大きいこと、水田稲作に不向きなシラス台地が広がり、サツマイモ（からいも）や雑穀を中心とした食生活を強いられたことも、薩摩料理の特異性を形成したと考えられる。冬が温暖すぎるため、地酒以外の日本酒や一般的な米酢は作れず、サツマイモを原料とした焼酎文化と玄米を原料とした黒酢の醸造が発達した。
奄美群島などで取れる黒砂糖と薩摩味噌（早なれの甘口田舎麦味噌）、通称「甘露醤油」と呼ばれるたまりのような醤油を用いた（九州各地で広く使われる甘口の醤油よりもさらに甘い）、こってりした甘い味付けが特徴的。他に、芋焼酎や黒酢などを隠し味として多くの料理に満遍なく使うのも特色である。
鹿児島県内でも、奄美群島の奄美料理は蘇鉄味噌や粒味噌が基本で、風味に違いがある。

## 調味料
- 薩摩味噌
- 甘露醤油
- 黒砂糖
- 黒酢（福山酢）
- 酢味噌
- 鰹節
- カツオのせんじ - 鰹節を作る際の煮汁を煮詰めた調味料。
- 焼きえび - 煮干して焼いたたかえびなどを雑煮の出汁を取るのに使う。

## 肉料理
- 豚の角煮
- 豚の串焼き
- 豚肉の味噌漬け

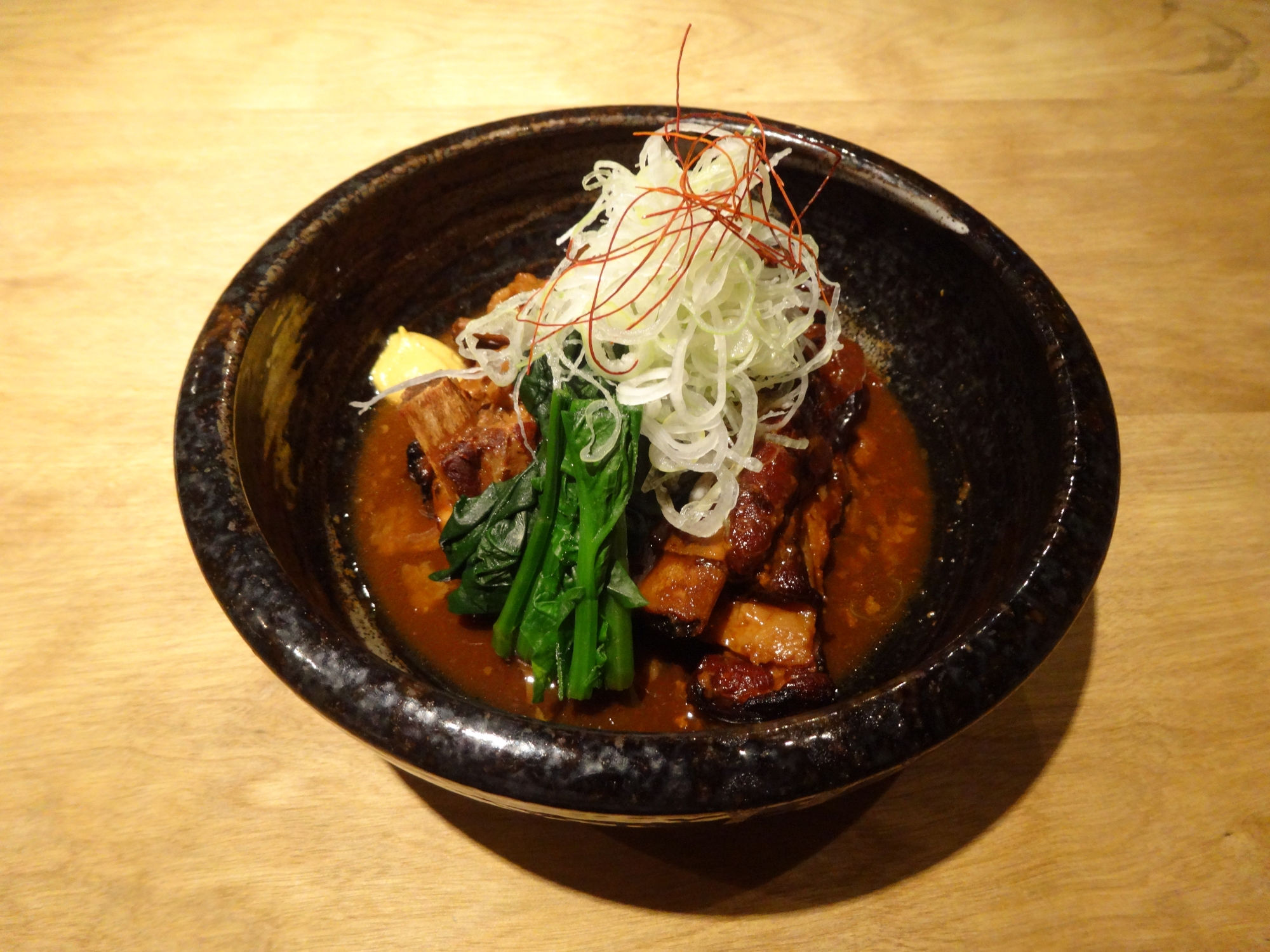
豚骨料理の一例

- 豚味噌 - なめ味噌の一種。米飯のおかずにもする。
- 豚骨料理 - 奄美料理から発展したとされる。奄美ではあばら肉だけでなく豚足なども用いる。
- 猪料理
- 鶏刺し
- 鶏のごて焼（もも焼き） - 串に刺した焼き鳥が入ってくるまでは、この地方で焼き鳥と言えばこれであった。その後はクリスマス料理の定番に変化している。
- さつま地鶏（かごしま地鶏）の皮酢
- 野鳥料理 - 現代ではほとんど食べられていない。
- 野兎料理 - 現代ではほとんど食べられていない。
- 黒豚わっぜえか丼
- えのころ飯 - かつて存在したと言われる犬料理。

## 魚介料理
- カツオの腹皮料理（塩焼き、天ぷら）
- カツオの生節
- カツオのビンタ（御頭）の煮付け
- カツオの塩辛（酒盗）
- 酒寿司
- キビナゴの天ぷら
- キビナゴの田楽焼き
- キビナゴの刺身 - 酢味噌で食べる。
- トビウオ料理（開き、塩焼き、刺身）
- アラカブ料理（煮付け、味噌汁）
- 首折れ鯖の刺身
- バショウカジキの刺身
- ブリ料理

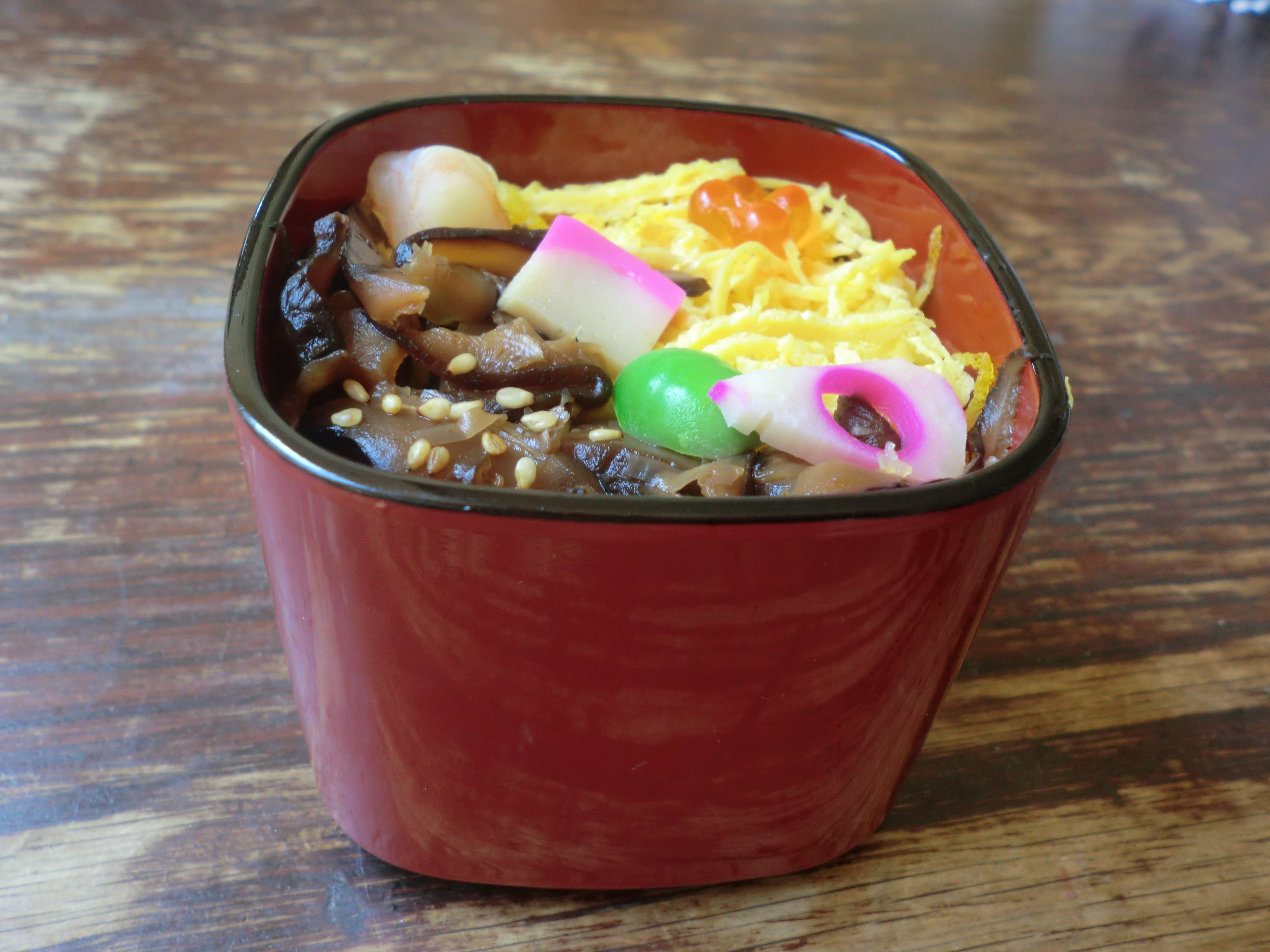
酒寿司

- たかえび、ナミクダヒゲエビの刺身、塩焼きなど。

## イモ料理
- がね - 小麦粉または蕎麦粉の衣でサツマイモとゴボウの千切りを揚げたもの。
- かいもんてんぷら - 薩摩芋（からいも）を輪切りにして天ぷらにする。
- からいもんねったぼ - 蒸したサツマイモと餅を混ぜてつき、丸めてきな粉をつけて食べる。
- かいもんめし - 薩摩芋と米をいっしょに炊き上げる。
- 雑煮 - 米作に不向きな土地柄で伝統的に里芋の親芋（八つ頭）を入れる家が多い[独自研究?]。かつては餅なし雑煮もあった程。

## 野菜料理
- ニガゴイ（苦瓜）のおひたし
- ヘチマの味噌炒め
- 壺漬け（やまがわ漬け）

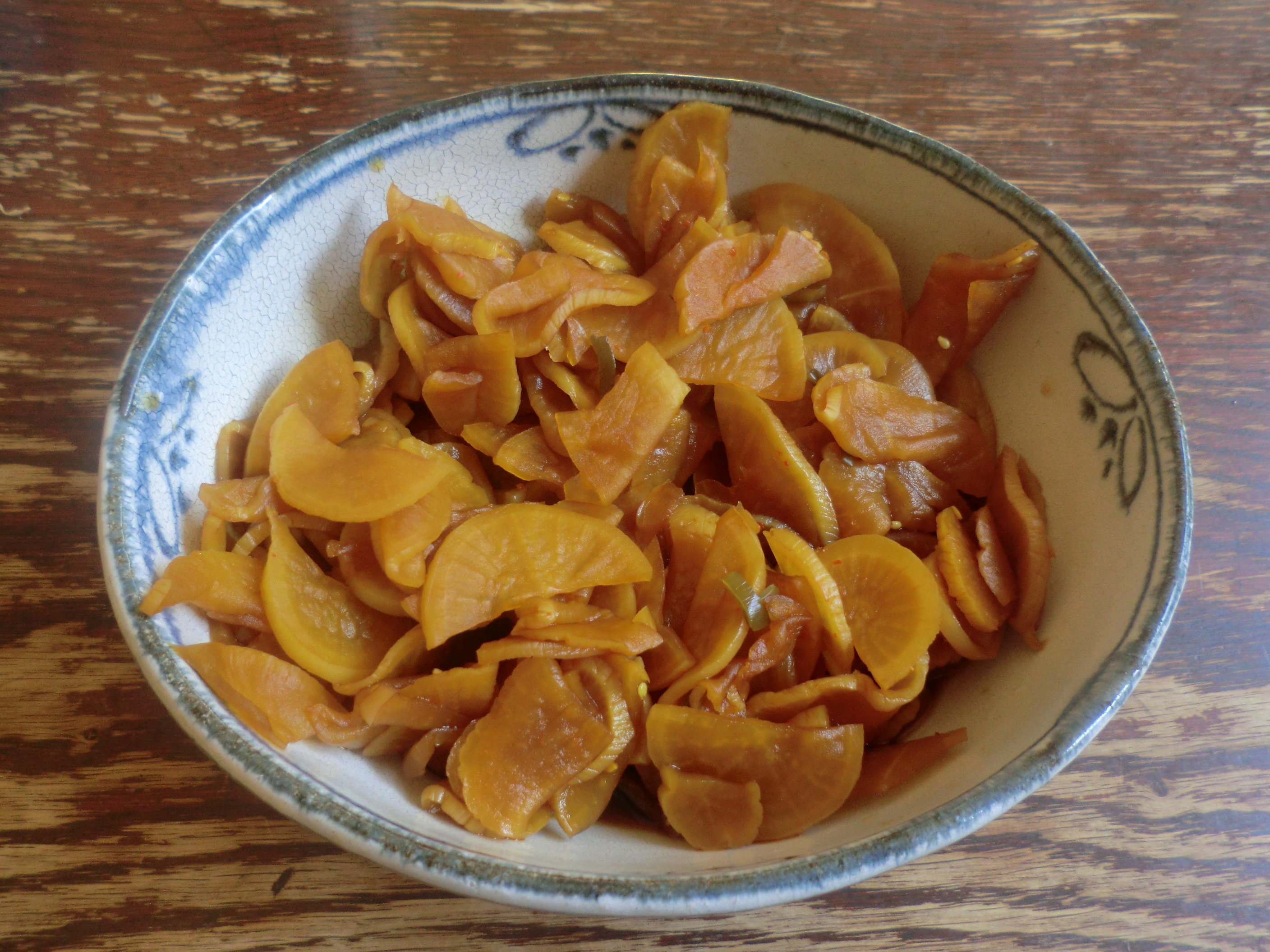
壺漬け

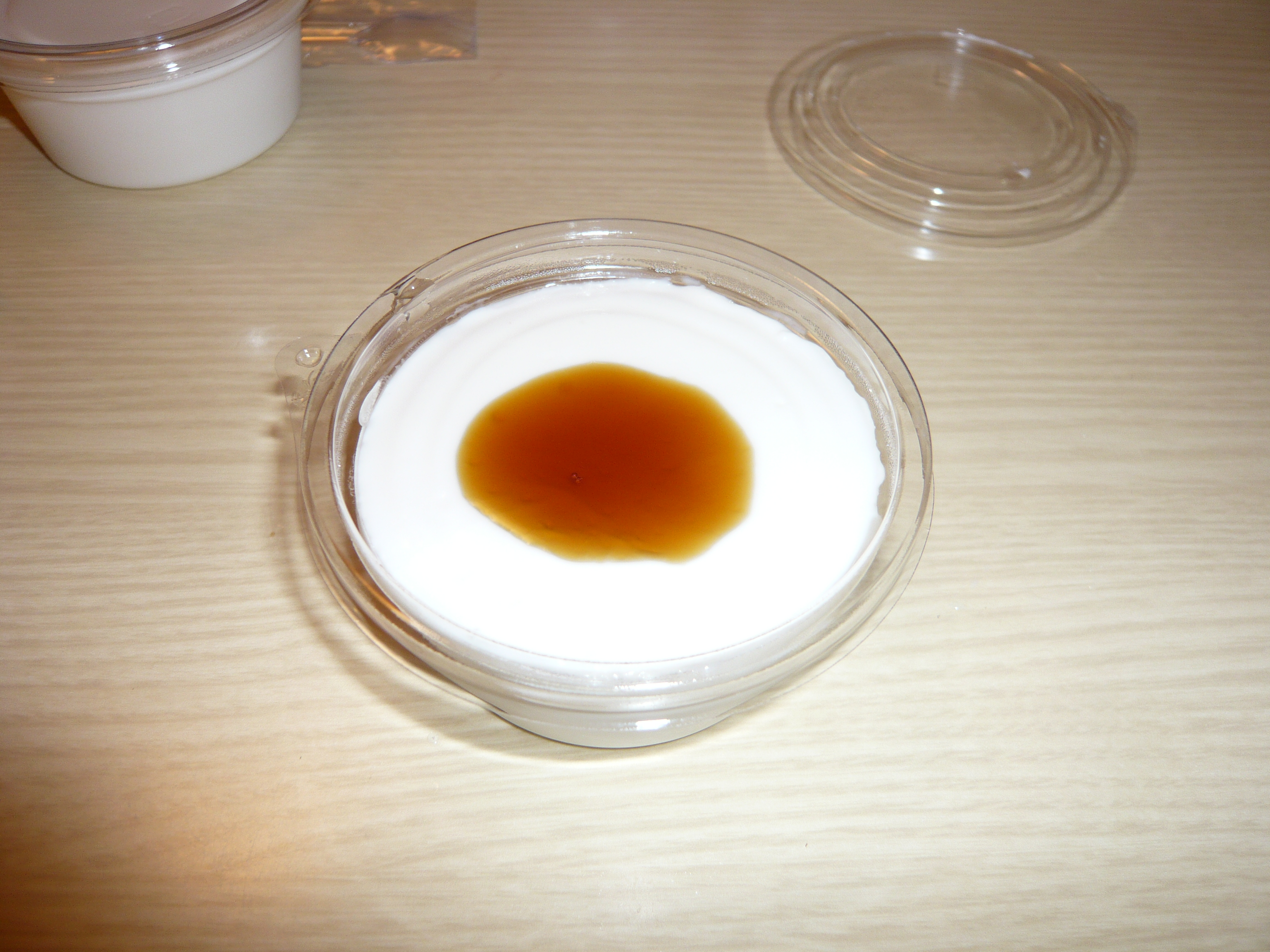
落花生豆腐

- いもがら（ずいき） - 里芋の茎。煮物や酢の物にする。
- 落花生豆腐（だっきしょ豆腐） - 落花生を擂って糊化した澱粉で固めるもの。昔は季節の食べ物であったが、今は年中ある。とろみがある甘辛い溜まり醤油を付けて食べる。鹿屋市では黒蜜たれで食べる。
- 落花生の塩茹で
- 桜島大根の煮物
- 切り干し大根料理
- ラッキョウ料理 - 甘酢漬けや塩漬けのほか、かき揚げ、おひたし、魚の煮付けなどで生ラッキョウを玉ねぎの代わりに使う。
- 野菜の煮しめ - 里芋の八つ頭や昆布を〆たもの、干し椎茸の戻したもの、こんにゃく、人参、タケノコ、厚揚げなど。厚揚げの代わりに高野豆腐が入る場合もある。
- 大豆もやし料理 - 煮物やラーメンに入れる。

## 汁物

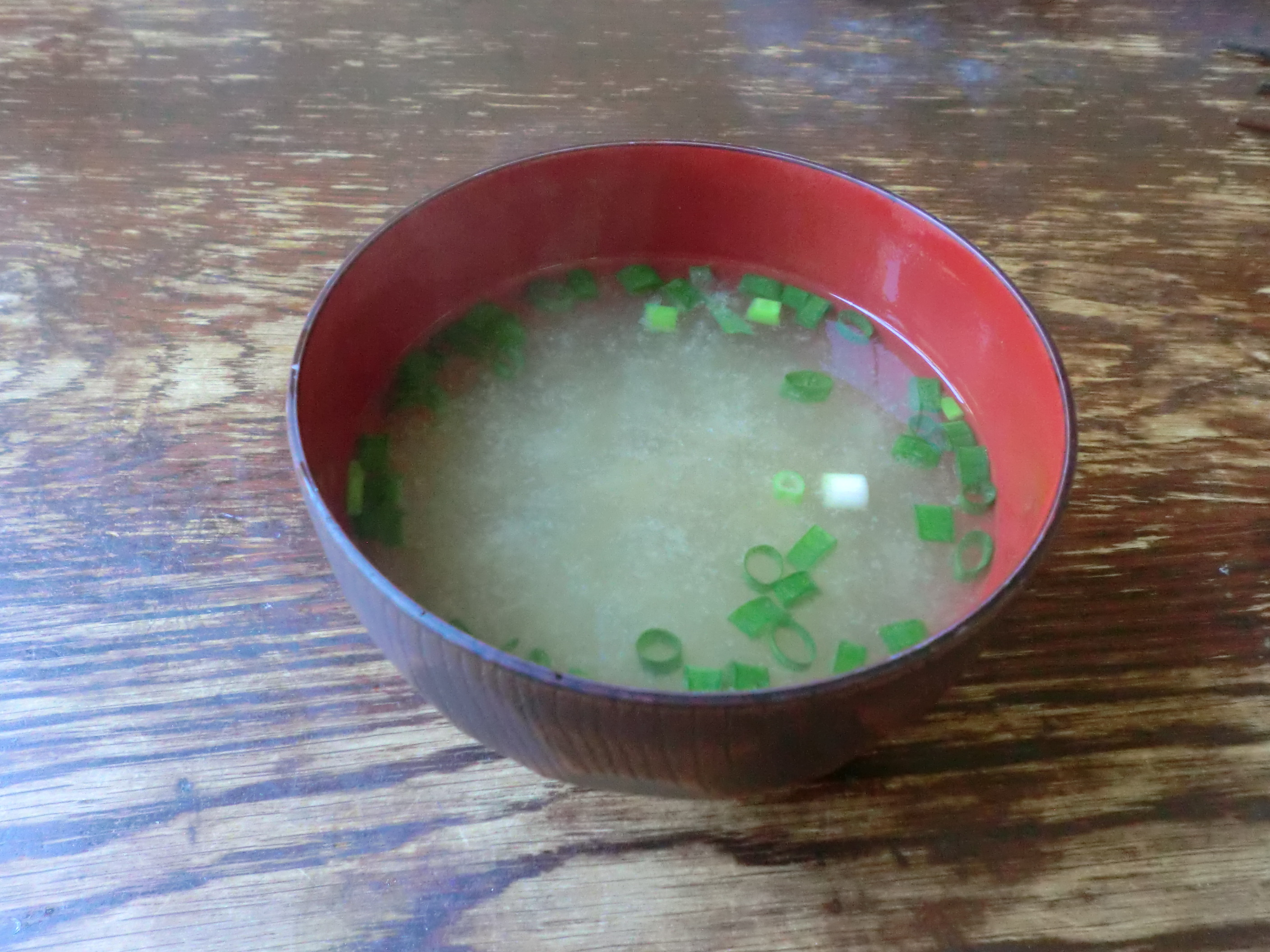
茶節

- 薩摩汁 - 骨付きの鶏のぶつ切りと大根、人参、ゴボウ、ネギなどを入れた具沢山の味噌汁。冷っ汁と呼ぶ地方もある。
- だんご汁（だご汁） - 「すいとん」と呼ぶ地域も多い。元々は大分県など北部九州の料理で本来薩摩料理に属さないが、20世紀中ごろ以降に鹿児島でも食されるようになった。
- しゅんかん（笋羹） - 指宿地方で食べられる、つなぎのないぽろぽろの田舎蕎麦が入った具沢山の汁。もとは普茶料理。
- 茶節
- やぎ汁 - トカラ列島や奄美群島でお祝いの時に山羊を捌いて作った汁。沖縄料理にも見られる。
- ヘチマの味噌汁 - 身の柔らかい若いヘチマの実が取れる初夏につくられる。食感は冬瓜または長茄子に近い[独自研究?]。

## 練り物
- つけ揚げ - 中国福建省などにもある料理だが、語源は琉球料理である「チキアギー」だともされている。全国的には薩摩揚げと呼ばれる練り物の揚げ物の事を、土地の方言の語り口では「ツキアゲ」とか「チキアゲ」と呼ぶ。昔ながらの味は、魚のすり身のつなぎに豆腐を使い、地酒や砂糖で甘ったるく味付けしたものでものである。形状は小判型または棒型で中には何も入れないものしかなかった。幼少時代を過ごした向田邦子のエッセーには、昭和初年頃までは盛り場の露店などで客の目の前で揚立てを売っていたとの記述が見られる。
- こがやき - 新鮮な卵と豆腐に白身魚のすり身を混ぜて焼き上げる卵焼き。南薩地域では昔からお祝い事のお重やお正月の皿盛り料理等には欠かせないお祝い料理の一品。形状や味覚などが宮崎県日南市飫肥（旧飫肥藩）の厚焼きに類似している[独自研究?]。

## 薩摩菓子
- あくまき - 奄美大島にも外観が異なるものがある。
- 軽羹
- げたんは - 黒糖を使った二等辺三角形の菓子で、下駄の歯に見立てている。
- ふくれ菓子 - 黒糖入りの蒸しパン。奄美群島ではふくりかんなどと呼ぶ。沖縄のあがらさーとは外観が異なる。
- りんかけ - 奄美大島のがじゃ豆に似た、落花生に砂糖をまぶした菓子。
- かからん団子 - 柏餅に類する餅菓子。
- 黒砂糖
- 春駒
- いこもち
- 両棒餅
- 加治木饅頭
- 文旦漬け（砂糖漬け）
- いも飴

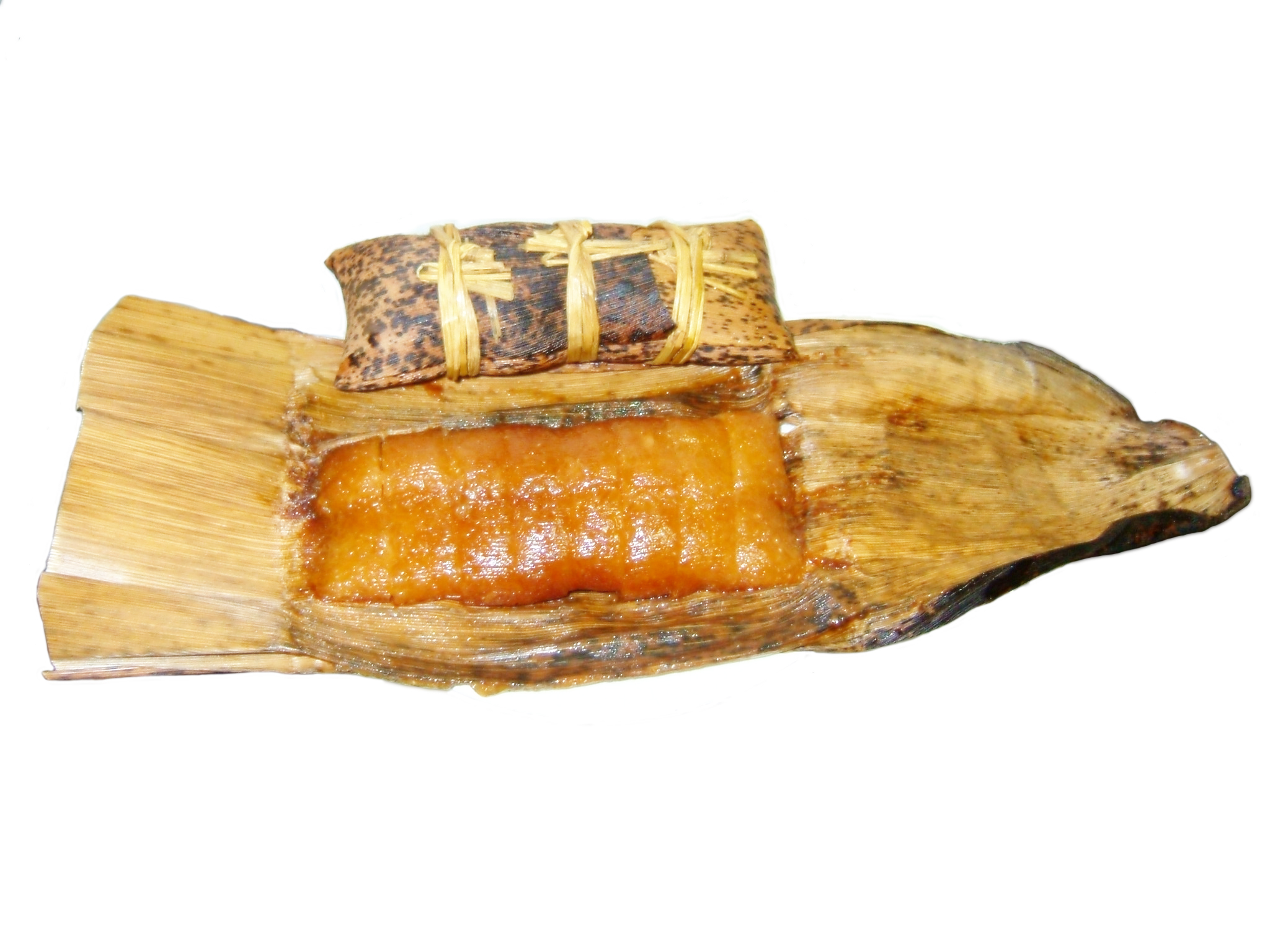
あくまき
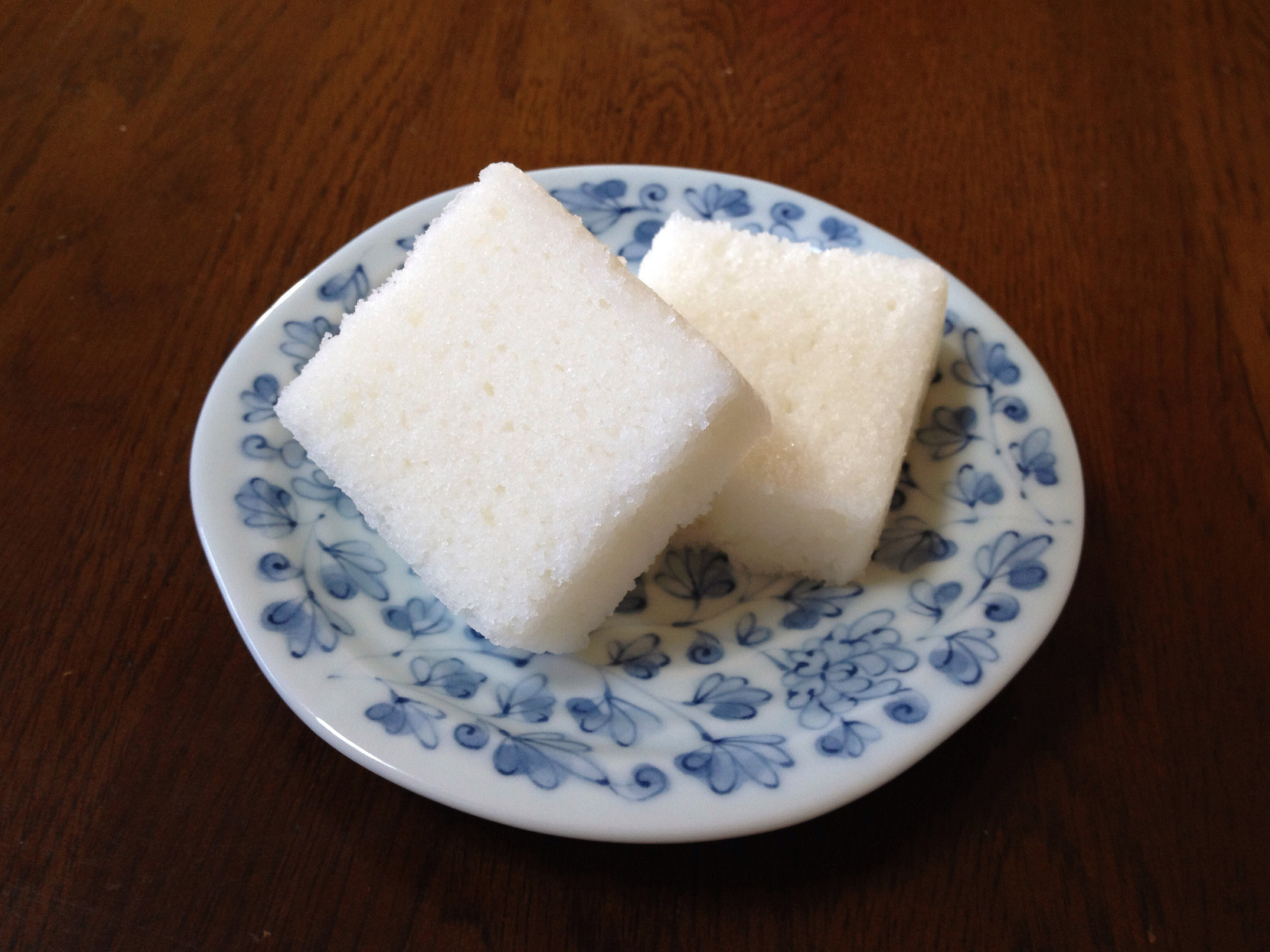
軽羹
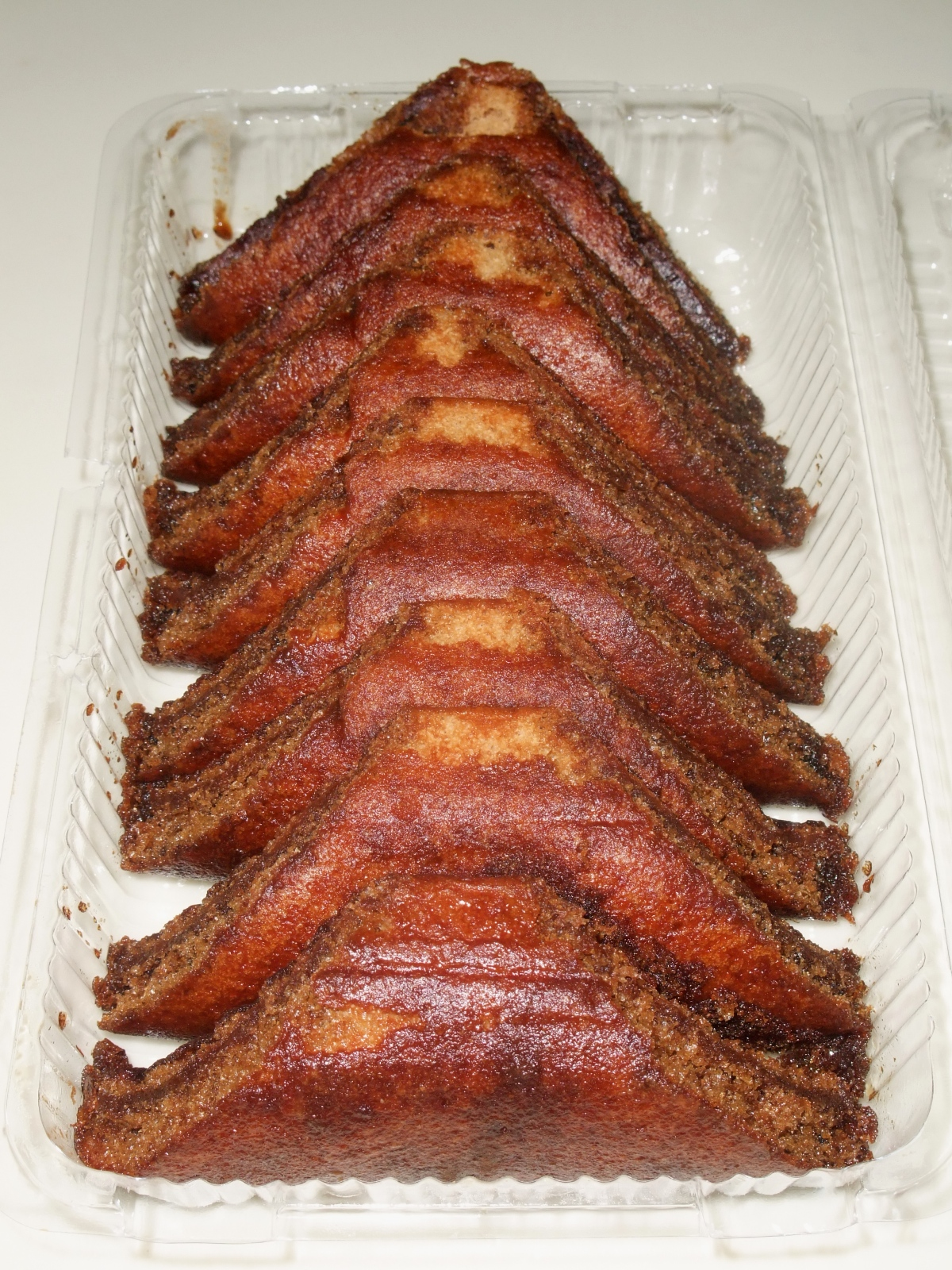
げたんは
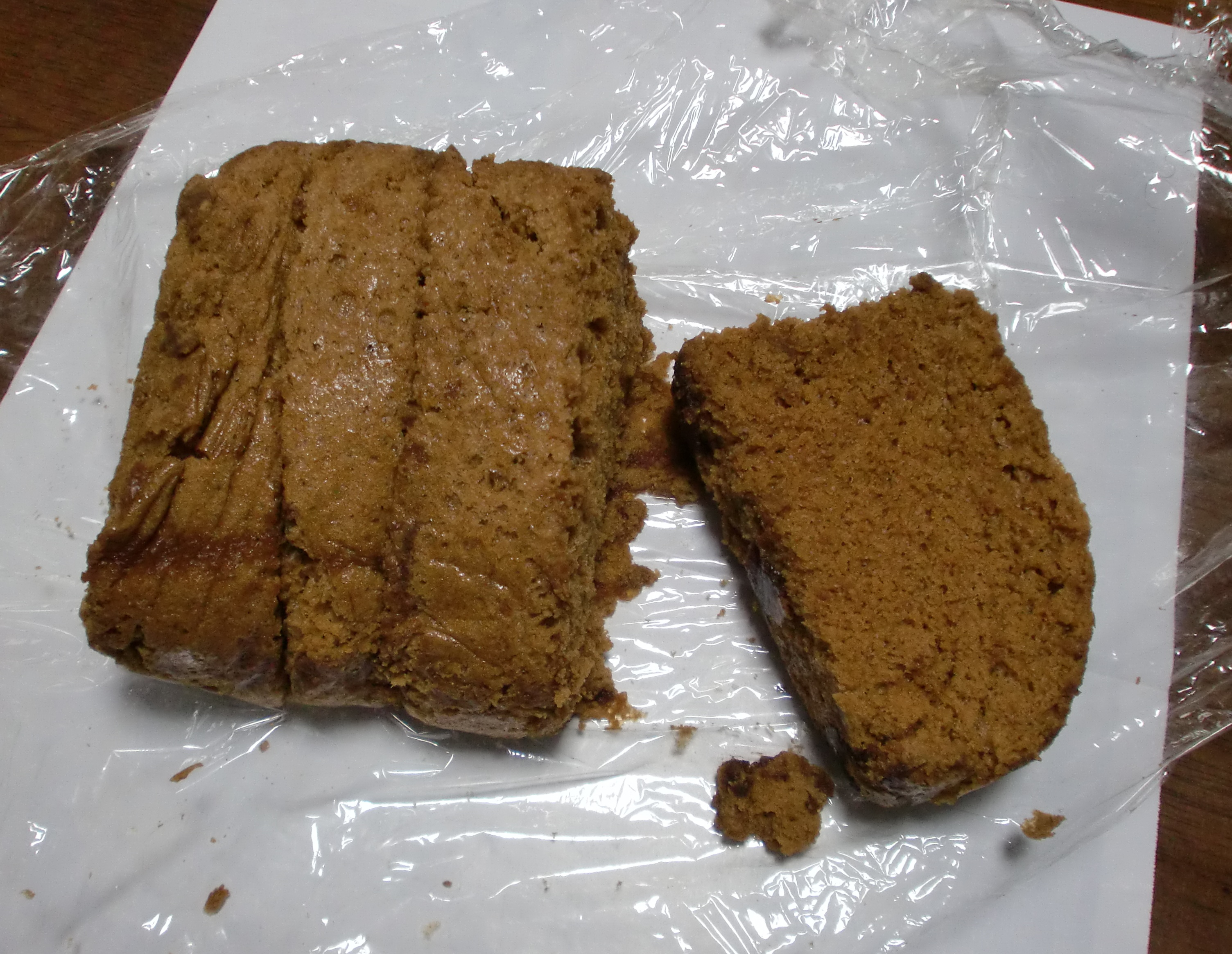
ふくれ菓子
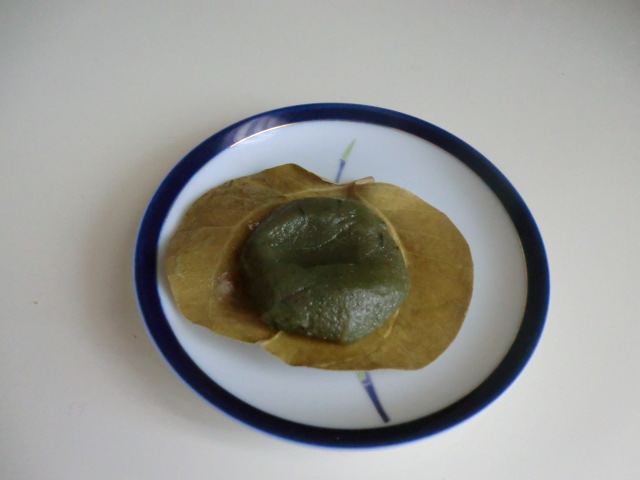
かからん団子
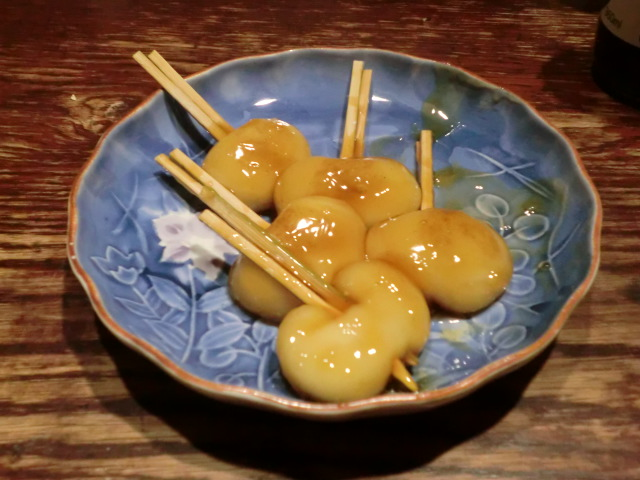
両棒餅
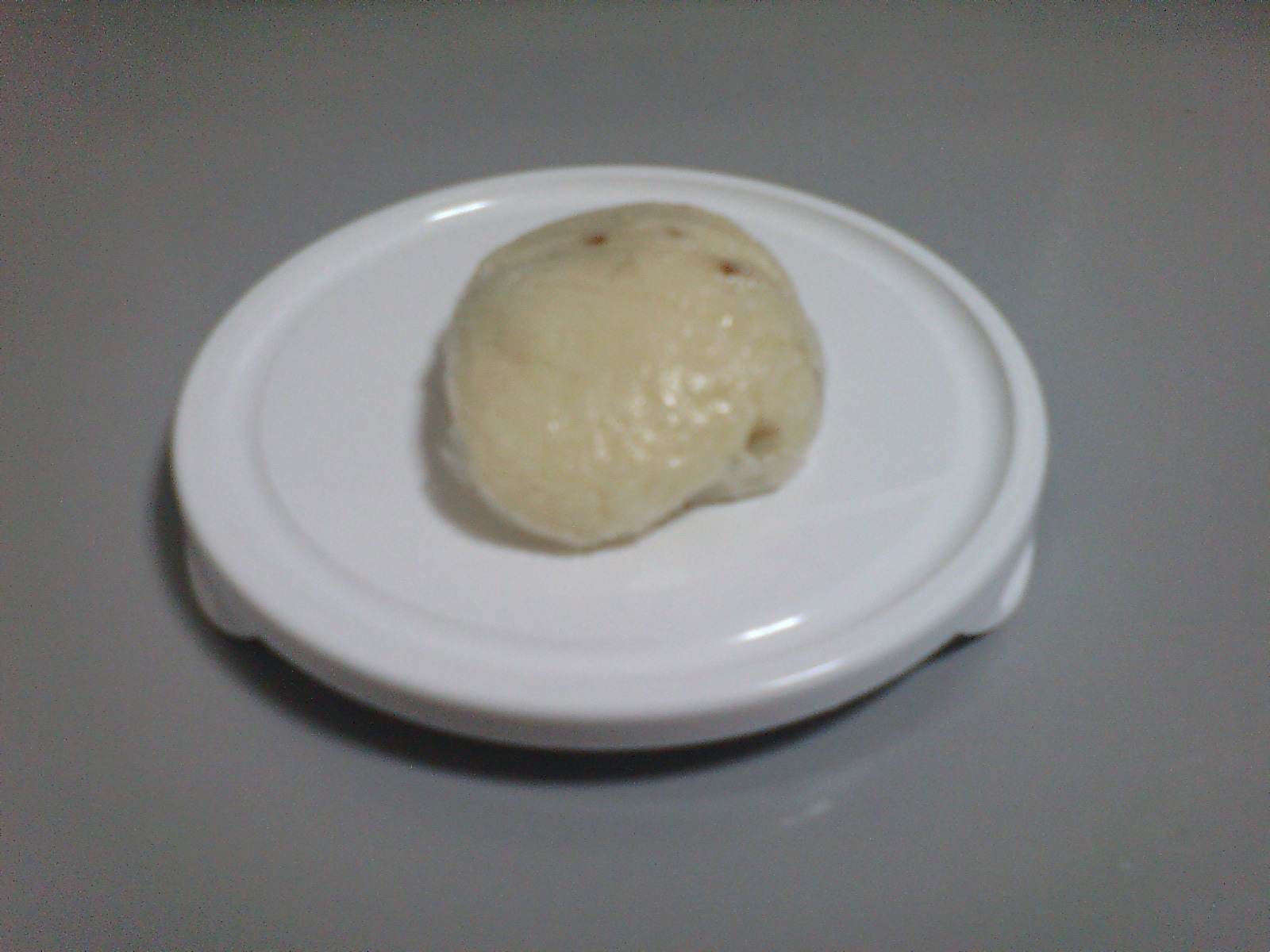
加治木饅頭